# Gartenkunst im Alten Ägypten

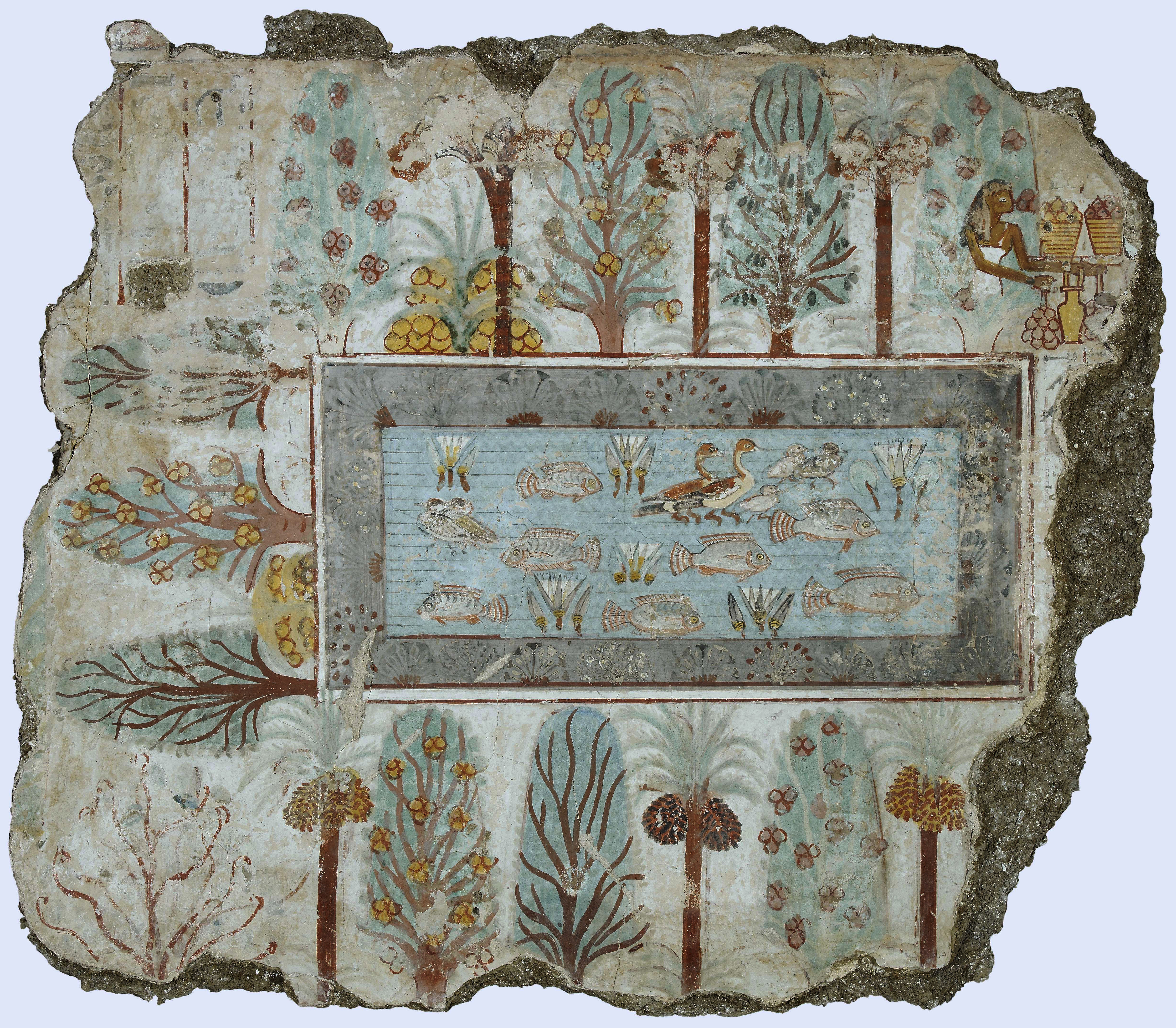
Gartendarstellung in der Grabkapelle des Nebamun, 1400–1350 v. Chr.

Die Gartenkunst im Alten Ägypten war religiös geprägt. Aufgrund von Ausgrabungen, Tempelinschriften und Wandgemälden ist diese Gartenkultur und die Anlage von Nutz- und Ziergärten seit mindestens dem 3. Jahrtausend v. Chr. vergleichsweise gut dokumentiert. Die heute von Wüste umgebenen Pyramiden und Tempelanlagen waren einst von großen Gärten umgeben. Daneben besaßen die Pharaonen und die ägyptische Oberschicht aufwendig gestaltete Lustgärten.

## Entwicklung

### Das Land
Ägypten ist geprägt vom Gegensatz zwischen dem langen, schmalen Niltal und den umgebenden Wüsten. Jahr für Jahr überschwemmte der Nil dieses Land und führte dem Boden Nährstoffe zu (siehe auch Nilometer). Wald war nicht vorhanden. Gartenkulturen mit größeren Baumanpflanzungen oder ausdauernden Pflanzen konnten nur auf Hügeln und den Talrändern entstehen, die von den jährlichen Überschwemmungen nicht erreicht wurden. Damit waren diese Pflanzen von Beginn an auf die Pflege durch den Menschen angewiesen. Ein verzweigtes Netz von Kanälen, Dämmen und Schleusen brachte das Nilwasser zu diesen höher gelegenen Landesteilen.

### Belege

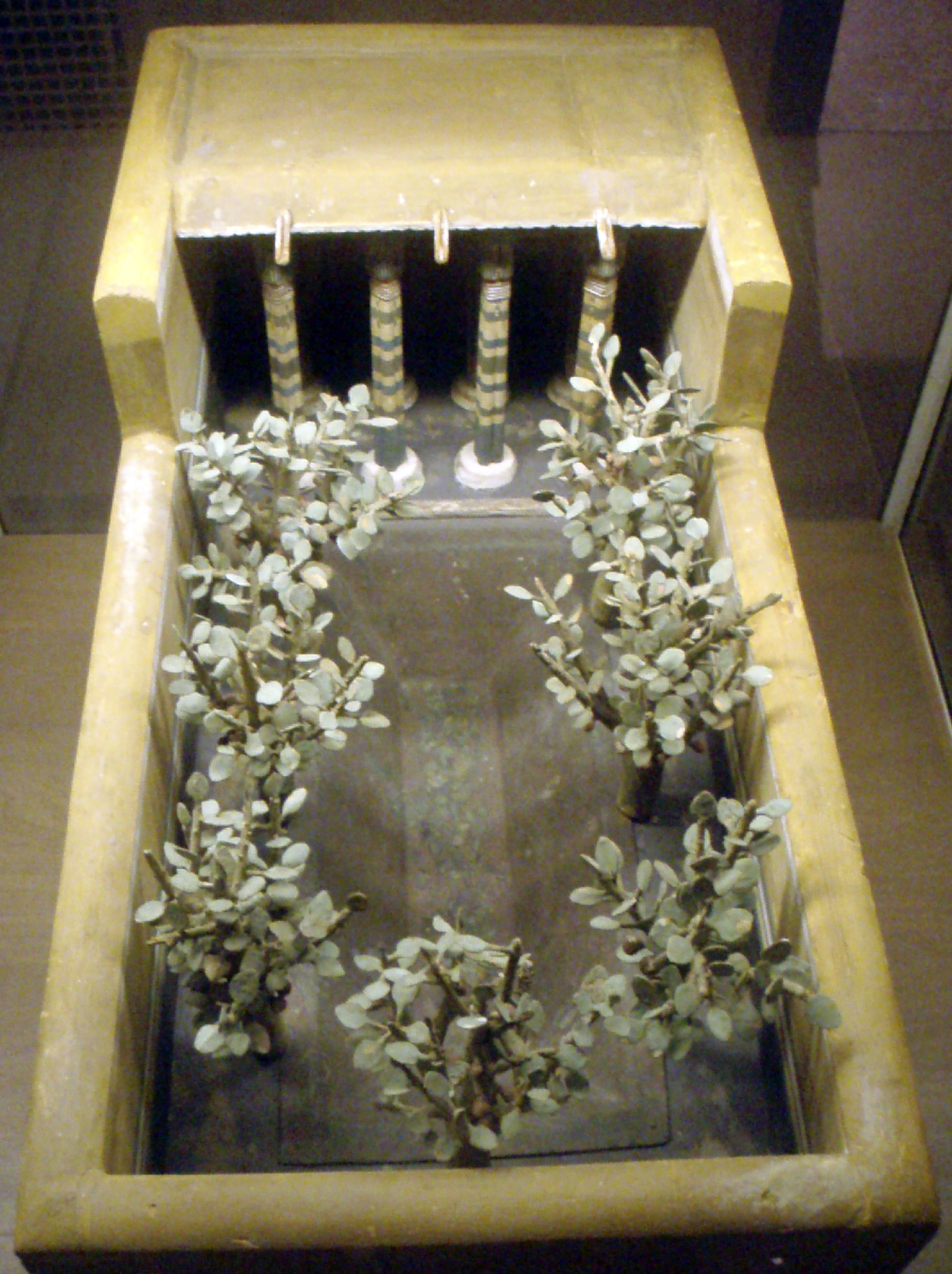
Modell von Haus und Garten des Meketre

Ausgrabungen, Inschriften und bildliche Darstellungen vermitteln ein verhältnismäßig genaues Bild der altägyptischen Gartenkultur. Dass Gartenbau schon in der Ersten Zwischenzeit betrieben wurde, belegen die Felsengräber in Beni Hassan (Ägypten), in denen Abbildungen von Gärten gefunden wurden. Auch der in Tell el-Amarna in Mittelägypten von Karl Richard Lepsius gefundene Plan eines Gartens des dortigen Königs, der zu Anfang des 16. Jahrhunderts v. Chr. gelebt haben mag, das kleine Garten-Modell im Grab des Meketre, dem Schatzmeister des Pharao Mentuhotep II. (2061–2010 v. Chr.) oder die Wandmalereien im Grab des Nacht (TT52), eines Tempelastronomen zur Zeit des Thutmosis IV. (1397 bis 1388 v. Chr.) belegen die hohe Entwicklung der Gartenkunst zu der jeweiligen Zeit. Die Wandmalereien der Gräber, die Gärten und ihre Bestellung zum Thema hatten, waren dabei ebenso Grabbeigabe wie die tatsächlich oder dargestellten Speisen und sollten das Überleben im Jenseits garantieren. Sie repräsentierten auch den Wohlstand des jeweiligen Verstorbenen, so wie sie auch das religiöse Symbol für die Wiedergeburt der Toten waren. Insgesamt nahm die Gartenwirtschaft von der Mitte des 2. Jahrtausends an einen Aufschwung, wohl auf Grundlage neu entwickelter Bewässerungstechnik, die in kleinräumigen Gärten eingesetzt wurde, während größere Flächen weiterhin von der natürlichen Nilflut bewässert wurde.

### Einfluss der Religion
Die religiösen Vorstellungen der Alten Ägypter hatten nicht nur entscheidenden Einfluss darauf, dass wir heute ein relativ klares Bild über die altägyptische Gartenkultur haben. Den Ägyptern waren Bäume heilig, besonders der Sykomore brachte man große Verehrung entgegen. Jeder der Tempel hatte seinen eigenen heiligen Hain. Von daher können wir davon ausgehen, dass streng gleichförmig angelegte Baumgärten die ersten Gartenanlagen waren.
Da der Ritus Blumen-, Speise- und Trankopfer vorsah, umgab man den Göttern und den Verstorbenen zu Ehren die Tempel und Pyramiden mit großen Gartenanlagen. Aus der Zeit von Ramses III. (1193–1162 v. Chr.) existieren Listen, auf denen 513 Tempelgärten verzeichnet sind. Hier wurden die Blumen, Nahrungsmittel und Getränke angebaut, die für die kultischen Handlungen notwendig waren. Alle Tempelgärten – von der vordynastischen Zeit bis zum Neuen Reich – waren regelmäßig angelegt. Wasser spielte eine zentrale Rolle. Jeder altägyptische Garten – auch die der wohlhabenden Beamten und erst recht die der Pharaonen – war mit mindestens einem rechteckigen, mit Treppen versehenen Wasserbassin ausgestattet. Diese künstlichen Teiche dienten der rituellen Reinigung. Manche dieser Bassins waren so groß, dass Barken darauf fahren konnten. Amenophis III. ließ in Theben ein 1,5 km langes und mehr als 300 m breites Wasserbassin anlegen. Zur zwölften Jahresfeier der Krönung wurde es mit Wasser gefüllt und war Mittelpunkt der Feierlichkeiten, während deren der Pharao unter anderem in prächtiger Königsbarke dieses Bassin befuhr.
Aufgrund von Wandmalereien wissen wir, wie die Gartenanlagen des Mittleren und Neuen Ägyptischen Reiches um solche künstlich geschaffenen Wasseranlagen herum angelegt waren. Streng symmetrisch gliederten sich Weingärten, Gemüsegärten, Blumenbeet, weitere Teiche, offene Gartenpavillons und Alleen an, die in einem Viereck lagen, das von hohen Mauern begrenzt wurde. Häufig durchzogen Wasserkanäle das Areal. Für die Gartenkulturen der vordynastischen Zeit und des Alten Reiches gibt es keine bildlichen Quellen.
Nicht nur die Tempel und Paläste waren von Gartenanlagen umgeben. Jedem Ägypter lag daran, sein Haus mit schattenspendenden Bäumen zu umgeben, um sich in ihrem Schatten zu ergötzen und am Dufte der Blumen zu erfreuen. Wie wichtig diese Privatgärten im Totenkult waren, zeigen häufige Darstellungen, die auf Totenfeiern im Zentrum des Gartens hinweisen. Die Mumie oder die Statue des Toten wird über den im Leben angelegten Teich gerudert und dorthin gebracht, wo der Verstorbene am liebsten weilte. Im Garten versammelt sich das Trauergeleit und übergibt die Opfergaben. In der Vorstellungswelt der Alten Ägypter wird sich die Seele jederzeit dieses Besitztums bedienen können, wie folgende Grabinschrift betont: „... dass ich mich dann ergehen kann jeden Tag ohne Aufhören am Ufer meines Teiches, dass meine Seele sich ausruhe auf den Zweigen der Bäume, die ich gepflanzt habe, und mich erfrische im Schatten unter meiner Sykomore.“

### Der Totentempel der Hatschepsut

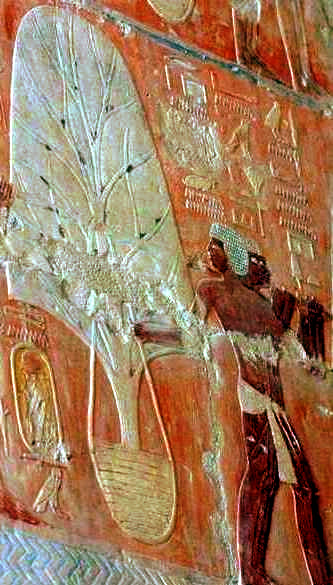
Baumtransport von Punt nach Ägypten (Tempel der Hatschepsut)

In Deir el-Bahari befindet sich der Totentempel der Pharaonin Hatschepsut (1490–1470 oder 1468 v. Chr.). Drei breite Terrassen liegen übereinander, die Terrassenmauern sind jedes Mal mit Säulenhallen geschmückt und das Heiligtum aus dem Fels herausgearbeitet. Vom Fluss her führt eine ansteigende Prozessionsstraße zu dem Heiligtum. Man kann davon ausgehen, dass diese Straße einst von Akazienbäumen gesäumt war. Vor dem Tor, das zum Heiligtum führt, haben Ausgrabungen die viereckigen gemauerten Schächte aufgedeckt, die einst mit Nilerde gefüllt waren, um den Bäumen die beste Nahrung zu gewähren. Durch seitlich eingeführte Rohre wurden sie künstlich bewässert und in den Schächten hat man Reste der alten Baumstämme gefunden. Auf den Terrassen waren Gärten angelegt, in denen Bäume standen. Auch hier hat man in Mauerschächten der Terrassen Stammreste dieser Bäume gefunden. Die vermutlich sehr aufwendigen Bewässerungsanlagen dieser Terrassengärten lassen sich leider aus den Ausgrabungen nicht klar erkennen.
In der Säulenhalle, die die Gärten abschließen, lässt die Pharaonin von ihren Taten in Inschriften und Bildern erzählen: Gott Amun habe sie beauftragt, in seinem Hause (d. h. Tempel) einen Garten anzulegen. Seinem Wunsch folgend rüstet sie eine Schiffsexpedition nach Punt (nach heutiger Vermutung Somalia) aus, um aus diesem Land der Götter Weihrauchbäume zu holen. Bilder des Tempels zeigen, wie die Expedition in Punt erfolgreich Kostbarkeiten aller Art sammeln, darunter 32 Weihrauchbäume. In Kübeln konnten sie nach Ägypten gebracht, erfolgreich im Tempelgarten angepflanzt werden und so gedeihen, dass die Kühe unter ihnen grasen konnten.
Auch Ramses III. rühmt sich, zu Ehren des Gottes Amun fremdländische Gewächse heimisch gemacht zu haben. Im Papyrus Harris I heißt es bezüglich einer Tempelschenkung: „Ich schenke dir große Gärten, versehen mit ihren Baumstücken und Reben im Tempel des Atum, ich schenke dir Landstrecken mit Olivenbäumen in seiner Stadt On. Ich versah sie mit Gärtnern und zahlreichen Leuten, um reines Öl von Ägypten zu bereiten, um anzuzünden die Lampen in deinem prächtigen Tempel. Ich schenke dir Baumplätze und Gehölz mit Dattelpalmen, Weiher, versehen mit Lotosblumen, Binsen, Gräsern und Blumen jedes Landes für dein schönes Antlitz“.

### Die Mühsal der Bewässerung
Wandmalereien in vielen Gräbern dieser Zeit demonstrieren die Mühsal, mit der der Wüste die Gärten abgerungen wurden. Wie mühselig und arbeitsaufwendig die Bewässerung war, verdeutlicht eine Textpassage aus der Lebenslehre des Cheti, eines Schriftstellers aus der 12. Dynastie um 1800:
Der Gärtner trägt das Joch;

seine Schultern sind wie vom Alter gebeugt.

Er hat so viele Geschwüre auf seinem Nacken,

daß dieser einer eitrigen Wunde gleicht.

Des Morgens begießt er das Gemüse

und am Abend die Schat-Pflanzen,

wobei er den ganzen Tag im Obstgarten verbringt

Dann fällt er todmüde um,

und das gilt für ihn mehr als in jedem anderen Beruf
Die relativ kleinen ägyptischen Hausgärten verschmolzen die Pflanzungen mit den künstlich angelegten Teichen und Becken zu einer gestalterischen Einheit. Auf einem Gartenmodell, das im Metropolitan Museum, New York erhalten ist, nimmt das Wasserbecken, von Maulbeerfeigen umrahmt, fast die ganze Gartenfläche ein. Erst im Neuen Reich erfand man den Wasserschöpfer, den so genannten Schaduf, der die Arbeit der Gartenbewässerung erleichterte.
Den Höhepunkt erreichte die altägyptische Gartenkunst während der Zeit des Neuen Reiches zwischen 1550 und 1080 v. Chr.

## Der Garten in der altägyptischen Poesie
Die alten Ägypter hatten eine besonders innige Beziehung zu ihren Gärten, die sie so mühselig der Wüste abgerungen hatten und die in ihrer religiösen Vorstellungswelt auch im Leben nach dem Tode eine so große Rolle spielten. Diese Liebe zu den Gärten und den darin befindlichen Blumen spiegelt sich auch in der ägyptischen Poesie wider:

Ich bin deine erste Schwester,

Ich bin für dich wie der Garten,

den ich gepflanzt habe mit Blumen

und allen süßduftenden Kräutern.

Schön ist der Kanal in ihm,

den deine Hand gegraben hat,

wenn der Nordwind kühl weht.

Der schöne Ort, wo wir uns ergehen,

wenn deine Hand auf meiner liegt,

und mein Herz wird satt von Freude,

weil wir zusammengehen.

Ein Rauschtrunk ist es, daß ich deine Stimme höre,

und ich lebe, weil ich sie höre.

Wenn immer ich dich sehe,

ist es mir besser als Essen und Trinken.

## Pflanzen

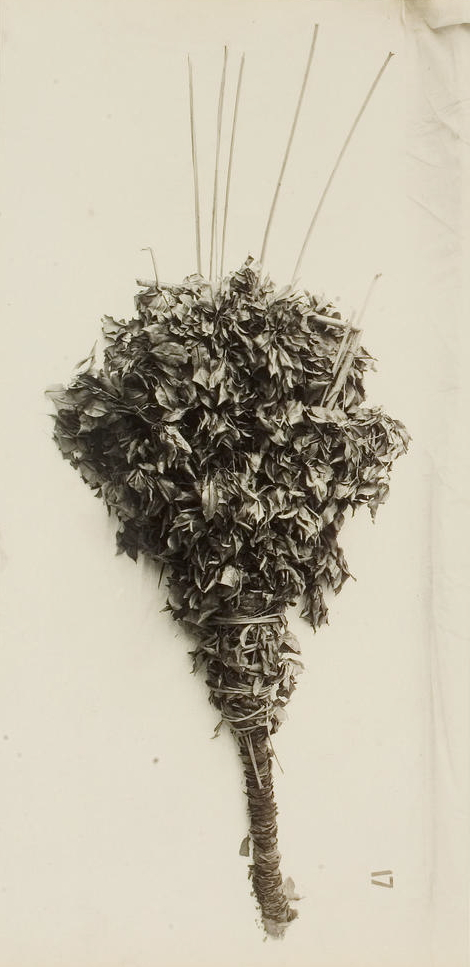
Blumenstrauß aus dem Grab des Tutanchamun

Für die vordynastische Zeit lassen sich, neben Getreide, verschiedene Kulturpflanzen nachweisen:
- die Sykomore (Ficus Sycomorus), auch Maulbeerfeige genannt, die seit der Zeit des Alten Reiches um 2600 v. Chr. auch als Liebesgöttin Hathor verehrt wurde und deren Holz die alten Ägypter für den Bau von Möbeln, Schiffen, Särgen und Statuen verwandten.
- die Doumpalme (Hyphaene thebaica) und die Dattelpalme (Phoenix dactylifera L.), die sich beide anhand von Mattenresten, Fallen und Fächern für diese Zeit nachweisen lassen
- der Wein, den man für die Zeit der ersten Dynastie um 2950 v. Chr. in Abydos und aus der 3. Dynastie rund dreihundert Jahre später in Sakkara belegen kann.

In den Gräbern bei den Pyramiden wurden Samen und Reste von einer Reihe von Gartenpflanzen gefunden.
Im Grab (KV62) des Tutanchamun hat man viele Pflanzenreste als Beigaben gefunden. Zu den nachgewiesenen Pflanzen zählen u. a.:
Akazien (Acacia nilotica), Lauch (Allium porrum), Commiphora myrrha, Ralamtes aegyptiaca, Zichorien (Cichorium Intybus), Dill, Sellerie, Echter Koriander (Coriandrum sativum), Bockshornklee, Citrullus edulis, Gurke (Cucumis sativus), Erdmandel (Cyperus esculentus), Echte Feige (Ficus carica), Doumpalme (Hyphaene thebaica), Phönizischer Wacholder (Juniperus phoenicea), Mimusops ummeligella sativa, Granatapfel (Punica granatum), Wunderbaum (Ricinus communis), Rettich (Raphanus sativus), Sapindus, Weinrebe (Vitis vinifera).